# Ямбаєво
Ямба́єво (рос. Ямбаево, башк. Ямбай) — село у складі Янаульського району Башкортостану, Росія. Входить до складу Байгузінської сільської ради.
Населення — 124 особи (2010; 126 у 2002).
Національний склад:
- марійці — 99 %